# 恋する京女将 音姫千尋の事件簿
『恋する京女将 音姫千尋の事件簿』（こいするきょうおかみ おとひめちひろのじけんぼ）は、2003年から2004年までTBS系「月曜ミステリー劇場」で放送されたテレビドラマシリーズ。全2回。主演は片平なぎさ。

## キャスト

### お茶屋「ふたば」
音姫千尋
演 - 片平なぎさ
女将。15歳のとき、親の反対を押し切り親戚の「ふたば」に飛び込み舞妓になる。現在、女将を引き継いで5年になる（第1作）。一郎と恋愛中で千尋の立場上ふたりの関係は秘密になっている。
君葉
演 - 新山千春
舞妓。第1作のラストで芸妓になる。
遠藤信平
演 - 力也
男衆。
豆葉
演 - 林知花
舞妓。
沢木静枝
演 - 朝丘雪路（第1作）
大女将。

### 京都府警察
山田一郎
演 - 氷川きよし
京都府警察署東山鴨川交番の巡査。千尋の15歳年下の恋人。初めての京都で道に迷ったとき、通りかかった千尋に教えてもらい一目ぼれする。
春日部猛
演 - 谷口高史
京都府警捜査一課の警部補。
中島
演 - 義田貴士
京都府警捜査一課の刑事。

### その他
円山肇
演 - 渡辺哲
京菓子司「甘春堂本店」の店主。

### ゲスト
第1作「名物女将の恋人は新人警官！京都花街謎の連続殺人…舞子の帯に隠された復讐トリック〜年の差カップルが挑む恋の大走査線!!」（2003年）
- 竹村征治（京染司「竹村」社長） - 山路和弘
- 松野明彦（京染司「竹村」番頭） - 池田政典
- 三上五月（征治の昔の愛人） - 飯星景子
- 東郷尚文（小料理屋「光琳」主人） - 並樹史朗
- 西田（京都府警察署東山鴨川交番 巡査） - 西川弘志
- おばちゃん - るり江
- お客 - 藤野玉江
- 竹村ゆかり（征治の妻・帯デザイナー） - 愛華みれ

第2作「京都の秋が血で染まる！美人画に秘められた悲恋の物語…殺人事件の鍵を握る日本画家は女将の元カレ!?」（2004年）
- 矢田部久子（画商） - 大沢逸美
- 平林美道（古道の娘） - 斎藤陽子
- 原口実（巡査） - 温水洋一
- 金田正次（強引な客） - ぼんちおさむ
- 平林古道（日本画の大家） - 浜田晃
- 溝口ふみ香（倉之助の弟子） - 芳本美代子
- 佐川倉之助（日本画家・千尋の初恋相手） - 風間トオル

## スタッフ
- 原案 - 秦建日子
- 脚本 - 川嶋澄乃、砂本量
- プロデューサー - 伊與田英徳、平部隆明、菅井敦（第1作）、梶野祐司（第2作）
- 演出 - 水谷俊之、中山秀一
- 編成担当 - 渡辺信也（第2作）
- 製作 - ホリプロ、TBS

## 放送日程
| 話数 | 放送日         | サブタイトル | 脚本     | 演出     |
| ---- | -------------- | --- | -------- | -------- |
| 1    | 2003年11月24日 | 名物女将の恋人は新人警官！ 京都花街謎の連続殺人…舞子の帯に隠された復讐トリック〜年の差カップルが挑む恋の大走査線!! | 川嶋澄乃 | 水谷俊之 |
| 2    | 2004年11月22日 | 京都の秋が血で染まる！ 美人画に秘められた悲恋の物語…殺人事件の鍵を握る日本画家は女将の元カレ!?                     | 砂本量   | 中山秀一 |